# Selección masculina de hockey sobre césped de Argentina
La Selección masculina de hockey sobre césped de Argentina, también conocida como Los Leones, representa a Argentina en las competiciones organizadas por la Federación Internacional de Hockey y la Federación Panamericana de Hockey.
Argentina es la principal potencia de hockey sobre césped en el continente americano ya que ha obtenido diez medallas de oro y cuatro de plata en los Juegos Panamericanos.
En 2014, la Selección logró por primera vez un histórico tercer puesto en el Campeonato Mundial disputado en La Haya, Países Bajos. En 2008, obtuvo también el tercer lugar en el Champions Trophy.
El 18 de agosto de 2016, Los Leones vencieron en el partido final a Bélgica por 4-2, consiguiendo la primera medalla de oro en un Juego Olímpico para el hockey sobre césped argentino en los Juegos Olímpicos de Río de Janeiro 2016.
El equipo compitió en todos los Campeonatos Mundiales, desde su primera edición en 1971, excepto en 1998, que fue realizado en la ciudad holandesa de Utrecht.
En 2004, asumió como entrenador Sergio Vigil, quien había conducido a la selección femenina a ganar la medalla de plata en los Juegos Olímpicos de Sídney 2000, el bronce en Atenas 2004, el Champions Trophy de 2001 y el Campeonato Mundial de 2002. Al no lograr clasificar a la selección para Pekín 2008, renunció a su cargo en febrero de 2008 y se nombró como nuevo entrenador a Carlos Retegui. Este fue sucedido en marzo de 2009 por Pablo Lombi. En mayo de 2014, Retegui volvió a asumir como entrenador.

## Selección mayor

### Juegos Olímpicos
| Año                 | Resultado         | Posición          | PJ                | PG                | PE                | PP                | GF                | GC                |              |
| ------------------- | ----------------- | ----------------- | ----------------- | ----------------- | ----------------- | ----------------- | ----------------- | ----------------- | ------------ |
| Londres 1908        | Sin participación | Sin participación | Sin participación | Sin participación | Sin participación | Sin participación | Sin participación | Sin participación |              |
| Amberes 1920        | Sin participación | Sin participación | Sin participación | Sin participación | Sin participación | Sin participación | Sin participación | Sin participación |              |
| Ámsterdam 1928      | Sin participación | Sin participación | Sin participación | Sin participación | Sin participación | Sin participación | Sin participación | Sin participación |              |
| Los Ángeles 1932    | Sin participación | Sin participación | Sin participación | Sin participación | Sin participación | Sin participación | Sin participación | Sin participación |              |
| Berlín 1936         | Sin participación | Sin participación | Sin participación | Sin participación | Sin participación | Sin participación | Sin participación | Sin participación |              |
| Londres 1948        | Fase de grupos    | 5.°               | 3                 | 1                 | 1                 | 1                 | 5                 | 12                |              |
| Helsinki 1952       | Sin participación | Sin participación | Sin participación | Sin participación | Sin participación | Sin participación | Sin participación | Sin participación |              |
| Melbourne 1956      | Sin participación | Sin participación | Sin participación | Sin participación | Sin participación | Sin participación | Sin participación | Sin participación |              |
| Roma 1960           | Sin participación | Sin participación | Sin participación | Sin participación | Sin participación | Sin participación | Sin participación | Sin participación |              |
| Tokio 1964          | Sin participación | Sin participación | Sin participación | Sin participación | Sin participación | Sin participación | Sin participación | Sin participación |              |
| México 1968         | Ronda preliminar  | 14.°              | 8                 | 1                 | 1                 | 6                 | 4                 | 22                |              |
| Múnich 1972         | Ronda preliminar  | 14.°              | 8                 | 0                 | 3                 | 5                 | 4                 | 10                |              |
| Montreal 1976       | Ronda preliminar  | 11.°              | 6                 | 1                 | 0                 | 5                 | 6                 | 15                |              |
| Moscú 1980          | Se retiró         | Se retiró         | Se retiró         | Se retiró         | Se retiró         | Se retiró         | Se retiró         | Se retiró         | Se retiró    |
| Los Ángeles 1984    | Se retiró         | Se retiró         | Se retiró         | Se retiró         | Se retiró         | Se retiró         | Se retiró         | Se retiró         | Se retiró    |
| Seúl 1988           | Ronda preliminar  | 8.°               | 7                 | 2                 | 1                 | 4                 | 15                | 22                |              |
| Barcelona 1992      | Ronda preliminar  | 11.°              | 7                 | 2                 | 0                 | 5                 | 14                | 21                |              |
| Atlanta 1996        | Ronda preliminar  | 9.°               | 7                 | 3                 | 1                 | 3                 | 16                | 19                |              |
| Sídney 2000         | Ronda preliminar  | 8.°               | 7                 | 1                 | 2                 | 4                 | 16                | 22                |              |
| Atenas 2004         | Ronda preliminar  | 11.°              | 7                 | 1                 | 2                 | 4                 | 13                | 19                |              |
| Pekín 2008          | No clasificó      | No clasificó      | No clasificó      | No clasificó      | No clasificó      | No clasificó      | No clasificó      | No clasificó      | No clasificó |
| Londres 2012        | Ronda preliminar  | 10.°              | 6                 | 1                 | 1                 | 4                 | 11                | 17                |              |
| Río de Janeiro 2016 | Campeón           | Medalla de oro    | 8                 | 5                 | 2                 | 1                 | 25                | 17                |              |
| Tokio 2020          | Cuartos de final  | 7.°               | 6                 | 2                 | 1                 | 3                 | 11                | 14                |              |
| París 2024          | Cuartos de final  | 8.°               | 6                 | 2                 | 2                 | 2                 | 10                | 9                 |              |
| Total               | 1 medalla         | 1.º               | 86                | 22                | 17                | 47                | 150               | 219               |              |

### Campeonato Mundial
| - 1971 – 10.º puesto - 1973 – 9.º puesto - 1975 – 11.º puesto - 1978 – 8.º puesto - 1982 – 12.º puesto - 1986 – 6.º puesto - 1990 – 9.º puesto - 1994 – 7.º puesto - 1998 – Sin participación - 2002 – 6.º puesto - 2006 – 10.º puesto - 2010 – 7.º puesto - 2014 – Bronce - 2018 – 7.º puesto - 2023 – 9.º puesto - 2026 — Clasificado |

### Hockey Pro League
| - Hockey Pro League masculina 2019 - Amstelveen, Países Bajos - 5.° puesto - Hockey Pro League masculina 2020-21 - Sin sede fija - 7.° puesto - Hockey Pro League masculina 2021-22 - Sin sede fija - 5.° puesto - Hockey Pro League masculina 2022-23 - Sin sede fija - 8.° puesto - Hockey Pro League masculina 2023-24 - Sin sede fija - 4.° puesto - Hockey Pro League masculina 2024-25 - Sin sede fija - 6.° puesto |

### Champions Trophy
| - 1978 a 1986 – Sin participación - 1987 – 5.º puesto - 1988 a 2002 – Sin participación - 2003 – 5.º puesto - 2004 a 2005 – Sin participación - 2006 – 6.º puesto - 2008 – Bronce - 2009 a 2012 – Sin participación - 2014 – 6.º puesto - 2018 – 4.º puesto |

### Liga Mundial
| - 2012/13 - Nueva Delhi, India - 8° puesto - 2014/15 - Raipur, India - 5° puesto - 2016/17 - Bhubaneshwar, India - Plata |

### Champions Challenge
| - 2001 - Kuala Lumpur, Malasia - Bronce - 2005 - Alejandría, Egipto - Oro - 2007 - Boom, Bélgica - Oro - 2012 - Quilmes, Argentina - Oro |

### Juegos Panamericanos
| - 1967 - Winnipeg, Canadá - Oro - 1971 - Cali, Colombia - Oro - 1975 - Ciudad de México, México - Oro - 1979 - San Juan, Puerto Rico - Oro - 1983 - Caracas, Venezuela - Plata - 1987 - Indianápolis, USA - Plata - 1991 - La Habana, Cuba - Oro - 1995 - Mar del Plata, Argentina - Oro - 1999 - Winnipeg, Canadá - Plata - 2003 - Santo Domingo, República Dominicana - Oro - 2007 - Río de Janeiro, Brasil - Plata - 2011 - Guadalajara, México - Oro - 2015 - Toronto, Canadá - Oro - 2019 - Lima, Perú - Oro - 2023 - Santiago, Chile - Oro |

### Copa Panamericana
| - 2000 - La Habana, Cuba - Bronce - 2004 - London, Canadá - Oro - 2009 - Santiago, Chile - Bronce - 2013 - Toronto, Canadá - Oro - 2017 - Lancaster, Estados Unidos - Oro - 2022 - Santiago, Chile - Oro - 2025 - Montevideo, Uruguay - Oro |

### Campeonato Sudamericano
| - 2003 - Santiago, Chile - Oro - 2006 - Buenos Aires, Argentina - Oro - 2008 - Montevideo, Uruguay - Oro - 2010 - Río de Janeiro, Brasil - Oro - 2013 - Santiago, Chile - Oro - 2014 - Santiago, Chile - Oro |

### Juegos Suramericanos
| - 2006 – Buenos Aires, Argentina - Oro - 2014 – Santiago, Chile - Oro - 2018 – Cochabamba, Bolivia - Oro - 2022 – Asunción, Paraguay - Oro |

### Copa Sultán Azlan Shah
- 2008 – Campeón

## Selecciones juveniles

### Selección sub-21

#### Palmarés

##### Copa Mundial Junior de Hockey
| - 2001 - Hobart, Australia - Plata - 2005 - Róterdam, Países Bajos - Oro - 2021 - Bhubaneshwar, India - Oro - 2023 - Kuala Lumpur, Malasia - 7.° |

##### Campeonato Panamericano Junior
| - 1978 - Ciudad de México, México - Oro - 1981 - Santiago, Chile - Oro - 1985 - Orlando, Estados Unidos - Oro - 1988 - Puerto España, Trinidad y Tobago - Oro - 1992 - La Habana, Cuba - Oro - 1996 - Bridgetown, Bermudas - Oro - 2000 - Santiago, Chile - Oro - 2005 - La Habana, Cuba - Oro - 2008 - Port of Spain, Trinidad y Tobago - Oro - 2012 - Guadalajara, México - Oro - 2016 - Toronto, Canadá - Oro - 2021 - Santiago, Chile - Plata - 2023 - Bridgetown, Barbados - Oro - 2024 - Surrey, Canadá - Oro |